# Musashi Suzuki
Musashi Suzuki (鈴木 武蔵, Suzuki Musashi), né le 11 février 1994, est un footballeur international japonais. Il évolue au poste d'attaquant au Gamba Osaka.

## Biographie

### En club
Avec le club du V-Varen Nagasaki, il inscrit onze buts lors de la  saison 2018 de J1 League. Il se met en évidence en inscrivant un triplé le 15 septembre, sur la pelouse du Nagoya Grampus (victoire 3-4), puis un doublé lors de la dernière journée, à l'occasion de la réception du Shimizu S-Pulse (4-4).
Suzuki signe au Consadole Sapporo en décembre 2018.
Suzuki inscrit treize buts durant la saison 2019 de J1 League. Cette saison là, il est l'auteur de deux doublés, sur la pelouse des Urawa Red Diamonds, puis lors d'un déplacement au Yokohama F. Marinos.
Il se distingue également lors du parcours du club en Coupe de la Ligue, qui voit son équipe échouer en finale. Suzuki réalise notamment un triplé contre le Shonan Bellmare, puis un doublé aux dépens du V-Varen Nagasaki en avril 2019. Il inscrit sept buts en six matchs de  League Cup.
Il termine son exercice avec vingt buts toutes compétitions confondues, et ses performances lui valent sa première convocation en équipe du Japon en mars 2019.

### En équipe nationale
Avec les moins de 17 ans, il dispute la Coupe du monde des moins de 17 ans 2011 organisée au Mexique. Lors du mondial junior, il joue quatre matchs : contre la Jamaïque, la France, l'Argentine, et enfin la Nouvelle-Zélande.
Il participe ensuite avec la Japon aux Jeux asiatiques de 2014. Lors de cette compétition, il inscrit un doublé contre le Koweït (victoire 4-1), puis un autre doublé contre le Népal (victoire 0-4). Il marque enfin un dernier but contre la Palestine (victoire 0-4). Le Japon est éliminé en quart de finale par la Corée du Sud.
En janvier 2016, il participe au championnat d'Asie des moins de 23 ans organisé au Qatar. Lors de cette compétition, il inscrit un but contre la Thaïlande. Le Japon remporte la compétition en battant la Corée du Sud en finale.
Il dispute la même année les Jeux olympiques d'été organisés au Brésil. Il joue deux matchs lors du tournoi olympique : contre le Nigeria, et la Suède. Il inscrit un but contre le Nigeria (défaite 5-4).
Suzuki honore sa première sélection avec l'équipe du Japon le 22 mars 2019. Il est titulaire lors d'une défaite 0-1 contre la Colombie en amical. Il marque son premier but pour les Samurai Blue le 10 décembre 2019 face à la Chine en ouverture de la phase finale de la Coupe d'Asie de l'Est 2019 (victoire 1-2),.

### Vie privée
La mère de Suzuki, Mariko, est japonaise tandis que son père, Robert, est jamaïcain. Il voit le jour à Montego Bay mais grandit à Ōta, dans la préfecture de Gunma. Ses origines expliquent son teint et sa grande taille de 1,85 mètre, mensuration assez peu répandue chez les joueurs japonais.

## Statistiques

### But en sélection
| But international de Musashi Suzuki | But international de Musashi Suzuki | But international de Musashi Suzuki | But international de Musashi Suzuki | But international de Musashi Suzuki | But international de Musashi Suzuki | But international de Musashi Suzuki | But international de Musashi Suzuki | But international de Musashi Suzuki |
| 0                                   | Date                                | Sél.                                | Lieu                                | Adversaire                          | Résultat                            | Compétition                         | Détail                              | Détail                              |
| ----------------------------------- | ----------------------------------- | ----------------------------------- | ----------------------------------- | ----------------------------------- | ----------------------------------- | ----------------------------------- | ----------------------------------- | ----------------------------------- |
| 1er                                 | 10 décembre 2019                    | 6                                   | Stade Gudeok, Busan, Corée du Sud   | Chine                               | 1-2                                 | Coupe d'Asie de l'Est 2019          | 29e                                 | 0-1                                 |

## Palmarès
En club
 Consadole Sapporo
- Coupe de la Ligue
  - Finaliste en 2019

En sélection
- Vainqueur du championnat d'Asie des moins de 23 ans en 2016